# Wim van der Leegte
Wilhelmus Gerardus Stephanus Maria van der Leegte, detto Wim (Nuenen, 23 agosto 1947 – Duizel, 19 novembre 2023), è stato un imprenditore olandese, alla guida del VDL Groep dal 1966 al 2016.

## Biografia
Nacque il 23 agosto 1947 a Nuenen, nel Brabante Settentrionale, come figlio maggiore dell'imprenditore Pieter van der Leegte, che nel 1953 fondò ad Hapert l'azienda metallurgica Metaalindustrie en Constructiewerkplaats P. van der Leegte.
Studiò presso un istituto tecnico e nel 1966 iniziò il suo tirocinio presso l'azienda di famiglia, attiva nel settore metallurgico. Dopo pochi mesi sospese gli studi e affiancò il padre, afflitto da problemi di salute, nella gestione della dissestata azienda, divenendone di fatto il principale dirigente; successivamente acquistò le azioni del padre nel 1972, divenendone quindi l'unico proprietario. Sotto la sua guida l'azienda, ribattezzata in VDL Groep, si espanse considerevolmente sia in termini di attività, iniziando a produrre veicoli ed elettrodomestici, sia in termini geografici, arrivando a toccare oltre 19 paesi. Ufficialmente terminò gli studi nel 2004, laureandosi in ingegneria industriale presso l'Università di Scienze Applicate Fontys.
Dal suo matrimonio ebbe tre figli: Pieter, Jennifer e Willem. Appassionato di equitazione, possedeva un suo allevamento di cavalli a Hoogeloon denominato Stoeterij Duyselshof, dedicato in particolare all'addestramento dei cavalli per il salto ostacoli. Per i suoi meriti nel settore industriale olandese, gli è stata conferita la cittadinanza onoraria del Brabante nel 2013 oltre che il titolo di commendatore dell'Ordine di Orange-Nassau nel 2014.
Dopo 50 anni alla guida dell'azienda di famiglia, nel 2016 annunciò le sue dimissioni, lasciando la guida di VDL al figlio minore Willem.
È morto nella notte tra il 18 e il 19 novembre 2023 a Duizel, villaggio del comune di Eersel.